# Musique polonaise
 (février 2025).
La musique polonaise est partagée entre ses origines slaves et chrétiennes depuis le Xe siècle. Elle s'enrichit à la Renaissance par l’influence des Cours européennes et après 1569, quand la Lituanie est unifiée au pays, apportant nombre de minorités nationales ou religieuses (Allemands, Ukrainiens, Biélorusses, Scandinaves, Tartars, et catholiques, juifs, orthodoxes, protestants et musulmans). De 1772 à 1918, le pays disparaît, disloqué entre ses puissants voisins, la Russie, l'Autriche et la Prusse, ce qui entraîne une raréfaction de l'activité musicale, mais aussi une réaction et un regain de sentiment nationaliste qui devait susciter la vocation de Chopin et à sa suite, une succession de compositeurs de dimension internationale.
Aujourd'hui[Quand ?], bien que marqués par la culture européenne, classique ou actuelle, on retrouve[style à revoir] en Pologne des styles propres tels que la poezja śpiewana et le disco polo qui ne remplacent néanmoins pas totalement le folklore bien plus vivant qu'en Europe occidentale, notamment en zone rurale (sauf à l'Ouest du pays, où la population est issue de régions polonaises diverses).

## Musique classique

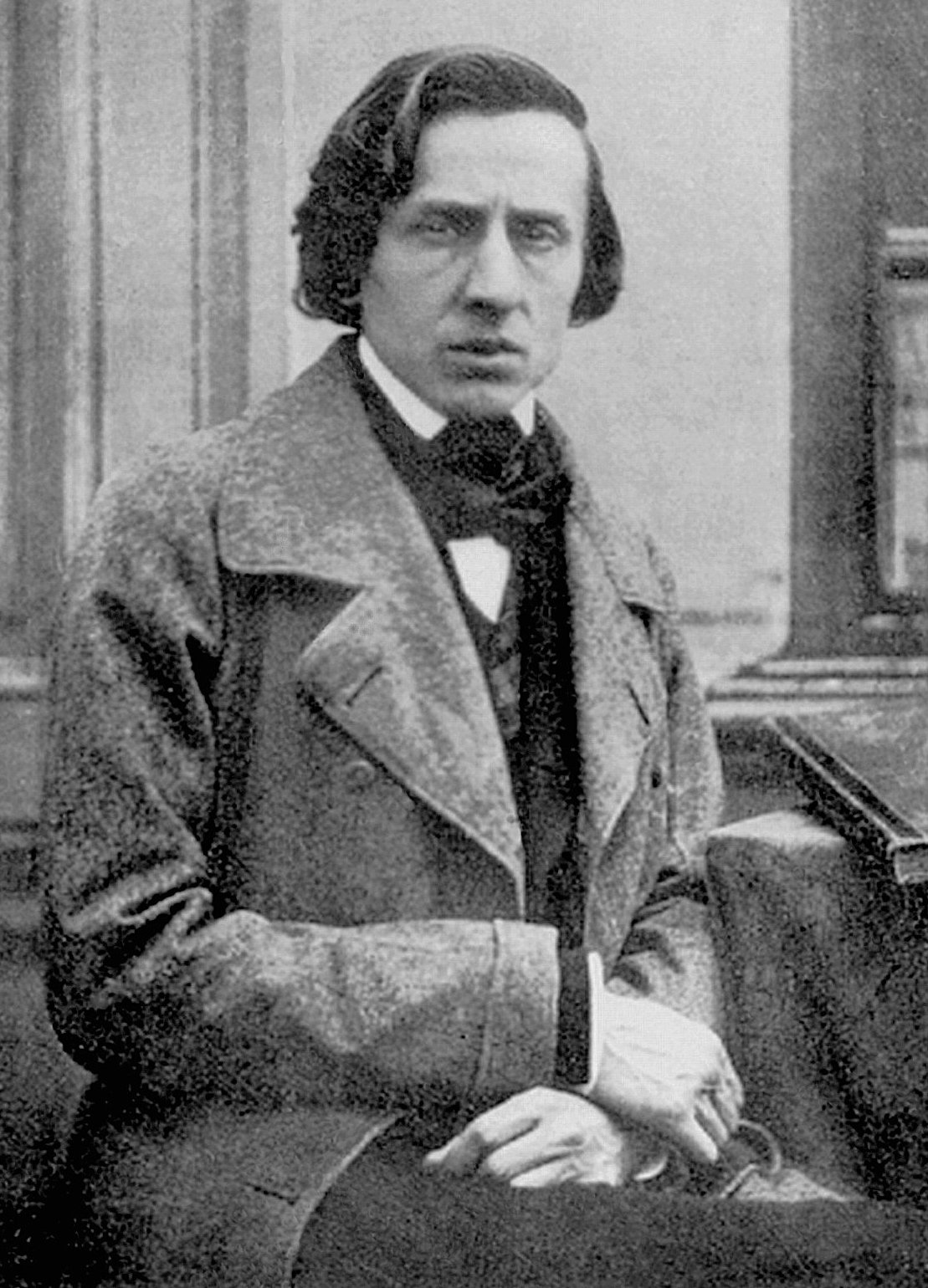
Frédéric Chopin.

Les premières traces de musique en Pologne remontent au XIIIe siècle ; il s'agit de manuscrits contenant des polyphonies liturgiques latines liées à l’École de Notre-Dame de Paris. L'hymne marial Bogurodzica est le premier noté en polonais et est considéré comme le premier hymne national. Bien que le pays foisonne de compositeurs, ce n'est qu'au XVe siècle, que Mikołaj z Radomia parvient à une stature internationale.
À partir du XVIe siècle, deux formations musicales de Cracovie (celles du roi et de l’archevêque de Wawel) vont peu à peu jeter les bases de la musique classique polonaise, avec notamment les compositeurs Waclaw de Szamotuly, Mikołaj Zieleński et Mikołaj Gomółka. En ce temps des musiciens de Hongrie, d'Italie, de France et d’Allemagne séjournent à la Cour royale et dans les chapelles des aristocrates. Diomedes Cato était en ce temps un luthiste fameux à la Cour.
Au XVIIe siècle, on retrouve[style à revoir] de nombreuses œuvres baroques religieuses, des concertos pour voix, instruments, et basso continuo et les compositeurs majeurs sont Adam Jarzębski, (Chromatica, Tamburetta, Sentinella, Bentrovata, et Nova Casa) ainsi que Grzegorz Gerwazy Gorczycki, Franciszek Lilius, Bartłomiej Pękiel, Stanisław Sylwester Szarzyński et Marcin Mielczewski. À Varsovie est donné en 1628, Galatea, l'un des premiers opéras italiens hors d’Italie. Puis c'est La liberazione di Ruggiero dall'isola d'Alcina de Francesca Caccini considéré comme le premier opéra écrit par une femme sous la guidance de Marco Scacchi.
Au XVIIIe siècle, quelques compositeurs s'essaient encore à l'opéra malgré les troubles politiques : Jan Stefani et Maciej Kamieński). Les danses paysannes (chodzony et mazurka) intègrent la musique classique dans les salons européens.
Au XIXe siècle apparaît la musique à danser nommée « polonaise » (taniec polski), au piano, sous les doigts de Michał Kleofas Ogiński et Ignacy Dobrzyński (alors que la polka évoque une origine polonaise pour le nom, elle se développe néanmoins en Bohême et acquiert ses lettres de noblesse dans les pays voisins). Avec les compositeurs majeurs que sont Józef Elsner et surtout Frédéric Chopin dont les mazurkas, nocturnes, valses et concertos, usent d'éléments traditionnels, la musique polonaise devait connaître ses heures de gloire. Leurs contemporains développent alors les premiers opéras en polonais, ainsi Stanisław Moniuszko (Halka et Le manoir hanté), suivi par Karol Kurpiński, Henryk Wieniawski et Juliusz Zarębski. Chopin fut le catalyseur du renouveau musical et national, s'inspirant du folklore et inspirant à son tour Szymanowski. 

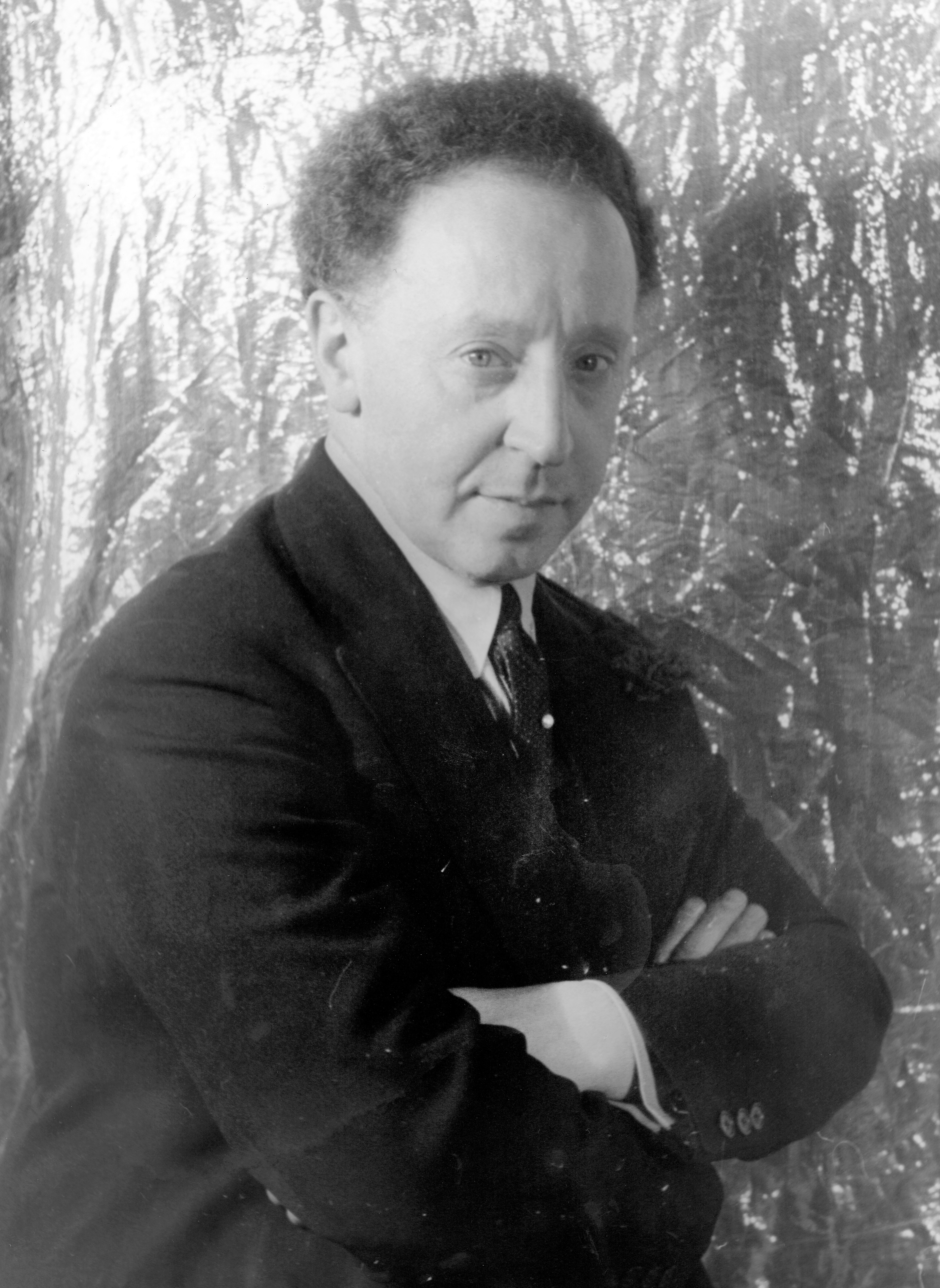
Arthur Rubinstein.

Des compositeurs se distinguent alors selon qu'ils adhèrent à une vocation d'exaltation nationale tel encore Stanisław Moniuszko, créateur du Recueil de chants domestiques qui le fait comparer à Schubert, ou à une virtuosité internationale tels Henryk Wieniawski, violoniste d'exception dont les Caprices et Concerti sont encore en vogue ou Maria Szymanowska, une pianiste renommée alors.
Au début du XXe siècle de grands noms apparaissent tels Władysław Żeleński, Mieczysław Karłowicz, Karol Szymanowski et Józef Koffler, qui se démarquent de l’influence romantique allemande au profit de la Française. Alexandre Tansman est un temps célèbre, bien que séjournant à Paris. Entre-guerre naquit l’Association des jeunes musiciens polonais : Zygmunt Mycielski, Michał Spisak et Tadeusz Szeligowski. Après guerre certains s’exilèrent du fait de la censure du réalisme socialiste : Roman Palester et Andrzej Panufnik. Celle-ci est abandonnée dès 1956, la musique reprend ses droits dans les années 1960 et l’École de compositeurs polonais nait avec des œuvres dépendant du sonorisme, du minimalisme et du dodécaphonisme : Tadeusz Baird, Bogusław Schaeffer, Włodzimierz Kotoński, Tomasz Sikorski, Witold Szalonek, Wojciech Kilar, et Kazimierz Serocki.
Trois grands compositeurs commencent à faire parler d'eux et conquièrent le devant de la scène internationale : Krzysztof Penderecki, Witold Lutosławski et Henryk Górecki. Puis vinrent Krzysztof Meyer, Zygmunt Krauze, Paweł Szymański, Krzesimir Dębski, Hanna Kulenty, Eugeniusz Knapik, Zbigniew Bargielski, Zbigniew Rudzinski, Aleksander Lason, Paweł Mykietyn et Pawel Lukaszewski. La présence de plusieurs compositrices telles que Grażyna Bacewicz se fait remarquer, Grazyna étant sans doute la plus éminente femme compositeur du XXe siècle, Marta Ptaszynska, Joanna Bruzdowicz, Krystyna Moszumanska-Nazar, Grazyna Pstrokonska-Nawratil, et Elżbieta Sikora.
Les pianistes polonais ont un destin parfois inattendu. En 1919, Ignacy Paderewski, musicien célèbre à l'époque, présida le premier gouvernement d'une République de Pologne indépendante. Arthur Rubinstein et Mieczysław Horszowski étaient tous les deux presque centenaires quand ils donnaient encore des concerts brillants. L'école polonaise du piano a produit d'autre part nombre de grands pianistes: Jozef Hofmann, Witold Malcuzynski, Henryk Sztompka, Ignacy Friedman, Józef Turczyński, Jan Ekier, Adam Harasiewicz, Krystian Zimerman, Rafal Blechacz.

## Musique traditionnelle
On peut[style à revoir] faire remonter au XIIIe siècle la musique folklorique avec la tradition du Hejnał, sorte d'appel musical joué au cor ou à la trompette du haut d'une tour.

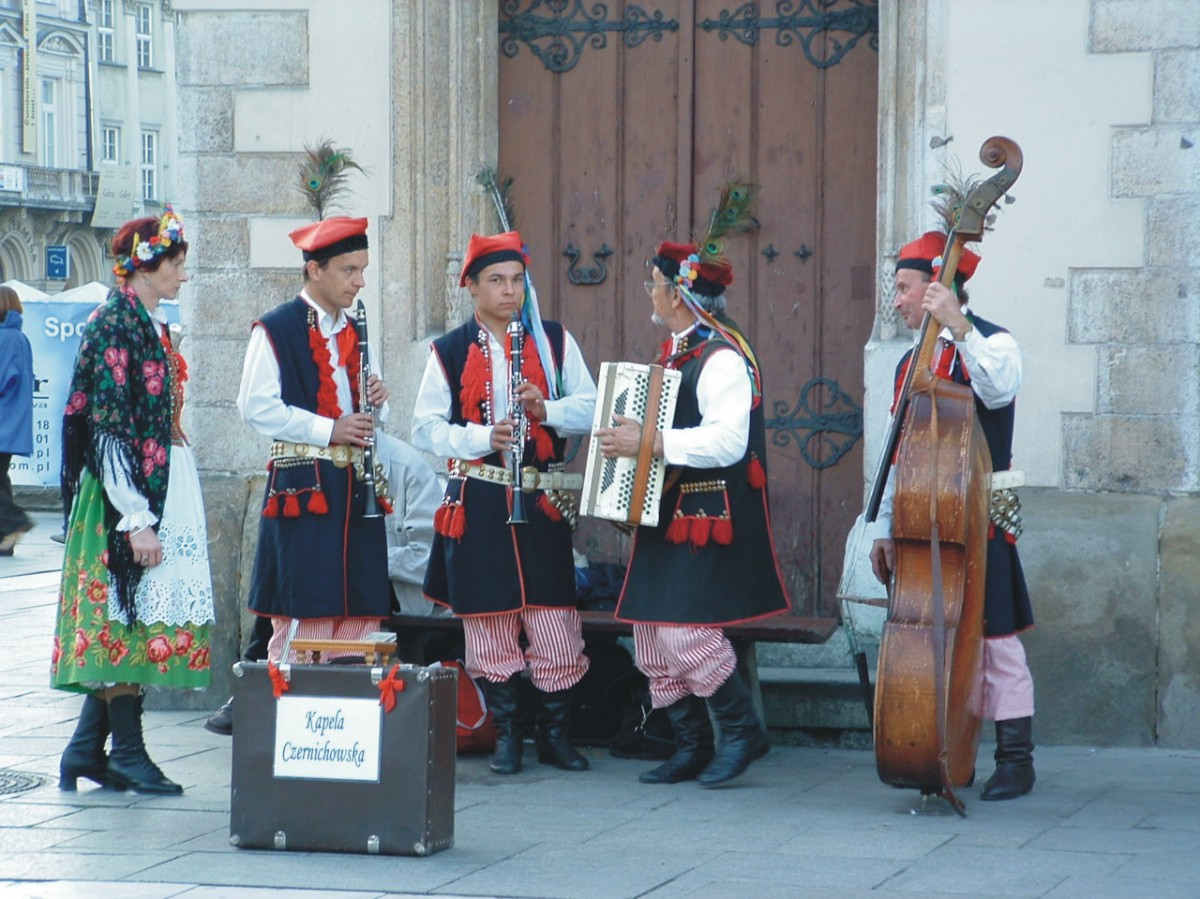
Musiciens de rue à Cracovie, en Pologne.

La musique folklorique est très variée selon sa distribution géographique. La région centrale de Mazovie est considérée comme la forme standard, avec ses nombreuses danses qui ont tant de succès en Europe (polonaise, chodzony (polonaise archaïque), mazurka,  oberek (mazurka rapide), polka, kujawiak (mazurka lente en deux versions : ksebka, lente et odsibka, plus rapide). Le genre polyphonique goralska muzyka (« musique des Gorale ») rencontré dans les montagnes Tatra au répertoire varié : air de bergers wierchoa, air de danse ozwodnas ou krezanys, danses goralski ou encore zbojnicki (danse des « brigands »). La région de Rzeszow, dans le sud, où l'on retrouve[style à revoir] une musique de cymbalum exécutée par des musiciens juifs.
Alors que les danses à trois ou cinq temps sont communes dans le Nord, dans le Sud, polka et krakowiak (ou « cracovienne ») sont à deux temps. Par ailleurs, les cérémonies de mariage sont ritualisées, et les chants interprétés suivent un ordre immuable.

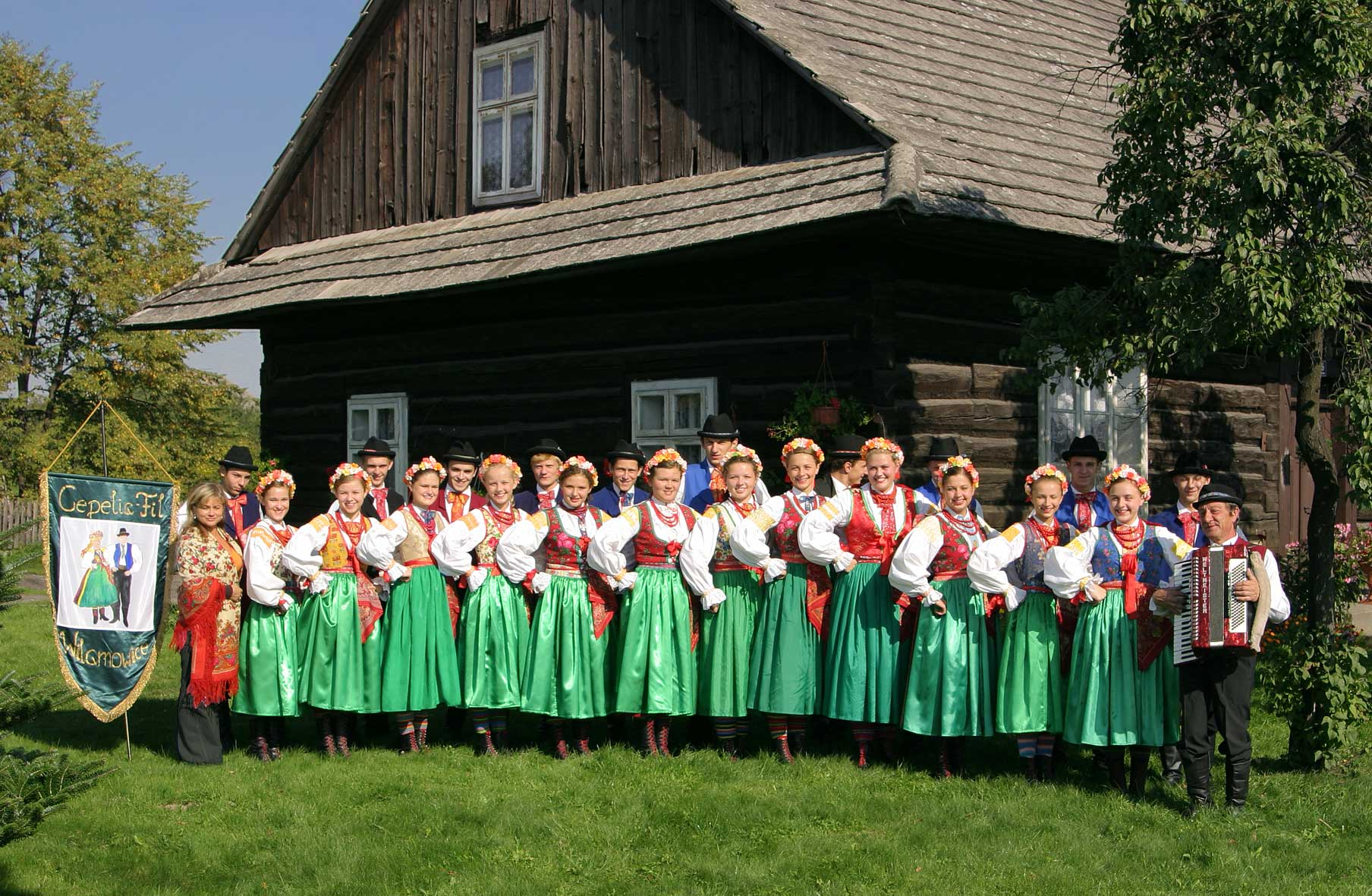
Chœur folklorique.

C’est au XIXe siècle que débute la collecte de ce matériel ethnomusicologique grâce à Oskar Kolberg. Comme dans tous les anciens pays communistes, la musique traditionnelle est le fer de lance de la propagande culturelle anti-américaine. Des ensembles folkloriques tels Mazowsze, Słowianki et Śląsk bénéficient ainsi de cette opportunité, bien qu’il ne s’agisse que de fakelore ou « folklorisation ».
Aujourd'hui[Quand ?], ces traditions tendent à se réduire sauf dans la région touristique de Podhale, notamment à Zakopane. On y rencontre[style à revoir] des styles vocaux particuliers (lidyzowanie). Les ensembles sont formés de cordes (premier violon (prym), seconds violons (sekund) et un violoncelle à trois cordes (bazy) tenu en bandoulière. Des danses particulières à deux temps s'y retrouvent aussi telles que krzesany, zbójnicki et ozwodna. 
Parmi les ensembles de musique folklorique on peut citer[style à revoir] Gienek Wilczek Band (Bukowina), Tadeusz Jedynak Band (Przystalowice Male), Stachy Band (Hazców nad Wislokiem), Franciszek Gola Band (Kadzidło), Edward Markocki Band (Zmyslówka-Podlesie), Kazimierz Kantor Band (Głowaczowa), Swarni Band (Nowy Targ), Kazimierz Meto Band (Glina), Ludwik Młynarczyk Band (Lipnica) et Trebunie-Tutki. 

## Musique populaire
Malgré le régime communiste, la scène pop polonaise est toujours active et sous l'influence de la musique occidentale (rock 'n' roll, heavy metal, new wave, etc.). Depuis 1989 ce phénomène est très amplifié et le pays compte plusieurs festivals importants. Parmi la scène underground on peut noter les groupes Vader, Myslovitz, Behemoth, Yattering (pl), Decapitated, et Indukti (pl).
La Pologne est l’un des rares pays où le rock polonais et le hip-hop dominent la musique pop. Les chanteuses Edyta Górniak et Anna Maria Jopek sont aussi connues par delà les frontières.
Arrivé dans les années 1930, le jazz compte désormais des figures de marque depuis les années 1970, tels que Andrzej Kurylewicz, Mieczysław Kosz, Leszek Możdżer, Krzysztof Komeda, Adam Makowicz, Tomasz Stańko et Michał Urbaniak. Un style propre y apparait inspiré de l’œuvre de Chopin. On peut[style à revoir] également citer le pianiste Marcin Wasilewski et son trio (avec Slawomir Kurkiewicz à la contrebasse et Michal Miskiewicz à la batterie) ou encore le bassiste électrique Wojtek Pilichowski.
La world music fait aussi désormais partie du paysage culturel avec notamment Kapela ze Wsi Warszawa et Trebunie Tutki (pl). De même, la musique klezmer continue de faire des émules.

## Instruments traditionnels
Les instruments à vent comprennent : akkordeon, klarineti, duda (en), kora, ocarina et trembita. Les instruments à cordes comprennent : bazy, cymbalum, gesliki, mazanki, et suka. Beben fait partie des percussions.